# Hòa Lợi, Châu Thành (Trà Vinh)
Hòa Lợi là một xã cũ thuộc huyện Châu Thành, tỉnh Trà Vinh, Việt Nam.

## Địa lý
Xã Hoà Lợi nằm ở phía bắc huyện Châu Thành, có vị trí địa lý:
- Phía đông giáp xã Hưng Mỹ
- Phía tây giáp thành phố Trà Vinh
- Phía nam giáp xã Đa Lộc và xã Phước Hảo
- Phía bắc giáp xã Hòa Thuận.

Xã Hòa Lợi có diện tích 15,29 km², dân số năm 2019 là 11.728 người, mật độ dân số đạt 767 người/km².

## Hành chính
Xã Hòa Lợi được chia thành 8 ấp: Chăng Mật, Đa Hòa Bắc, Đa Hòa Nam, Kênh Xáng, Qui Nông A, Qui Nông B, Trì Phong, Truôn.

## Lịch sử
Ngày 3 tháng 10 năm 1996, Chính phủ ban hành Nghị định 57-CP về việc thành lập xã Hòa Lợi trên cơ sở điều chỉnh một phần diện tích và dân số của xã Hòa Thuận.